# National Invitation Tournament 1973
El National Invitation Tournament 1973 fue la trigésimo sexta edición del National Invitation Tournament. La disputaron 16 equipos, celebrándose la competición en el Madison Square Garden de Nueva York. El ganador fue el Instituto Politécnico y Universidad Estatal de Virginia, que lograba su primer título en esta competición. 

## Equipos
| Alabama        |
| American       |
| Fairfield      |
| Louisville     |
| Manhattan      |
| Marshall       |
| Massachusetts  |
| Minnesota      |
| Missouri       |
| New Mexico     |
| North Carolina |
| Notre Dame     |
| Oral Roberts   |
| Rutgers        |
| USC            |
| Virginia Tech  |

## Fase final
Cuadro final de resultados.
|  | Octavos de final | Octavos de final | Octavos de final |               |                | Cuartos de final | Cuartos de final | Cuartos de final |  |                | Semifinales    | Semifinales | Semifinales |                |                        | Final                  | Final                  | Final |  |
|  |                  |                  |                  |               |                |                  |                  |                  |  |                |                |             |             |                |                        |                        |                        |       |  |
|  |                  |                  |                  |               |                |                  |                  |                  |  |                |                |             |             |                |                        |                        |                        |       |  |
|  | North Carolina   | North Carolina   | 82               |               |                |                  |                  |                  |  |                |                |             |             |                |                        |                        |                        |       |  |
|  | North Carolina   | North Carolina   | 82               |               |                |                  |                  |                  |  |                |                |             |             |                |                        |                        |                        |       |  |
|  | Oral Roberts     | Oral Roberts     | 65               |               |                |                  |                  |                  |  |                |                |             |             |                |                        |                        |                        |       |  |
|  | Oral Roberts     | Oral Roberts     | 65               |               | North Carolina | North Carolina   | 73               |                  |  |                |                |             |             |                |                        |                        |                        |       |  |
|  |                  |                  |                  |               | North Carolina | North Carolina   | 73               |                  |  |                |                |             |             |                |                        |                        |                        |       |  |
|  |                  |                  | Massachusetts    | Massachusetts | 63             |                  |                  |                  |  |                |                |             |             |                |                        |                        |                        |       |  |
|  | Massachusetts    | Massachusetts    | Massachusetts    | Massachusetts | 63             | 78               |                  |                  |  |                |                |             |             |                |                        |                        |                        |       |  |
|  | Massachusetts    | Massachusetts    |                  |               |                |                  |                  |                  |  |                |                |             |             |                |                        |                        |                        |       |  |
|  | Missouri         | Missouri         | 71               |               |                |                  |                  |                  |  |                |                |             |             |                |                        |                        |                        |       |  |
|  | Missouri         | Missouri         | 71               |               |                |                  |                  |                  |  | North Carolina | North Carolina | 71          |             |                |                        |                        |                        |       |  |
|  |                  |                  |                  |               |                |                  |                  |                  |  | North Carolina | North Carolina | 71          |             |                |                        |                        |                        |       |  |
|  |                  |                  | Notre Dame       | Notre Dame    | 78             |                  |                  |                  |  |                |                |             |             |                |                        |                        |                        |       |  |
|  | Louisville       | Louisville       | Notre Dame       | Notre Dame    | 78             | 97               |                  |                  |  |                |                |             |             |                |                        |                        |                        |       |  |
|  | Louisville       | Louisville       |                  |               |                |                  |                  |                  |  |                |                |             |             |                |                        |                        |                        |       |  |
|  | American         | American         | 84               |               |                |                  |                  |                  |  |                |                |             |             |                |                        |                        |                        |       |  |
|  | American         | American         | 84               |               | Louisville     | Louisville       | 71               |                  |  |                |                |             |             |                |                        |                        |                        |       |  |
|  |                  |                  |                  |               | Louisville     | Louisville       | 71               |                  |  |                |                |             |             |                |                        |                        |                        |       |  |
|  |                  |                  | Notre Dame       | Notre Dame    | 79             |                  |                  |                  |  |                |                |             |             |                |                        |                        |                        |       |  |
|  | Notre Dame       | Notre Dame       | Notre Dame       | Notre Dame    | 79             | 69               |                  |                  |  |                |                |             |             |                |                        |                        |                        |       |  |
|  | Notre Dame       | Notre Dame       |                  |               |                |                  |                  |                  |  |                |                |             |             |                |                        |                        |                        |       |  |
|  | USC              | USC              | 65               |               |                |                  |                  |                  |  |                |                |             |             |                |                        |                        |                        |       |  |
|  | USC              | USC              | 65               |               |                |                  |                  |                  |  |                |                |             |             |                | Notre Dame             | Notre Dame             | 91                     |       |  |
|  |                  |                  |                  |               |                |                  |                  |                  |  |                |                |             |             |                | Notre Dame             | Notre Dame             | 91                     |       |  |
|  |                  |                  | Virginia Tech    | Virginia Tech | 92             |                  |                  |                  |  |                |                |             |             |                |                        |                        |                        |       |  |
|  | Virginia Tech    | Virginia Tech    | Virginia Tech    | Virginia Tech | 92             | 65               |                  |                  |  |                |                |             |             |                |                        |                        |                        |       |  |
|  | Virginia Tech    | Virginia Tech    |                  |               |                |                  |                  |                  |  |                |                |             |             |                |                        |                        |                        |       |  |
|  | New Mexico       | New Mexico       | 63               |               |                |                  |                  |                  |  |                |                |             |             |                |                        |                        |                        |       |  |
|  | New Mexico       | New Mexico       | 63               |               | Virginia Tech  | Virginia Tech    | 77               |                  |  |                |                |             |             |                |                        |                        |                        |       |  |
|  |                  |                  |                  |               | Virginia Tech  | Virginia Tech    | 77               |                  |  |                |                |             |             |                |                        |                        |                        |       |  |
|  |                  |                  | Fairfield        | Fairfield     | 76             |                  |                  |                  |  |                |                |             |             |                |                        |                        |                        |       |  |
|  | Fairfield        | Fairfield        | Fairfield        | Fairfield     | 76             | 80               |                  |                  |  |                |                |             |             |                |                        |                        |                        |       |  |
|  | Fairfield        | Fairfield        |                  |               |                |                  |                  |                  |  |                |                |             |             |                |                        |                        |                        |       |  |
|  | Marshall         | Marshall         | 76               |               |                |                  |                  |                  |  |                |                |             |             |                |                        |                        |                        |       |  |
|  | Marshall         | Marshall         | 76               |               |                |                  |                  |                  |  | Virginia Tech  | Virginia Tech  | 74          |             |                |                        |                        |                        |       |  |
|  |                  |                  |                  |               |                |                  |                  |                  |  | Virginia Tech  | Virginia Tech  | 74          |             |                |                        |                        |                        |       |  |
|  |                  |                  | Alabama          | Alabama       | 73             |                  |                  |                  |  |                |                |             |             |                |                        |                        |                        |       |  |
|  | Alabama          | Alabama          | Alabama          | Alabama       | 73             | 87               |                  |                  |  |                |                |             |             |                |                        |                        |                        |       |  |
|  | Alabama          | Alabama          |                  |               |                |                  |                  |                  |  |                |                |             |             |                |                        |                        |                        |       |  |
|  | Manhattan        | Manhattan        | 86               |               |                |                  |                  |                  |  |                |                |             |             |                |                        |                        |                        |       |  |
|  | Manhattan        | Manhattan        | 86               |               | Alabama        | Alabama          | 69               |                  |  |                |                |             |             |                | Tercer y cuarto puesto | Tercer y cuarto puesto | Tercer y cuarto puesto |       |  |
|  |                  |                  |                  |               | Alabama        | Alabama          | 69               |                  |  |                |                |             |             |                | Tercer y cuarto puesto | Tercer y cuarto puesto | Tercer y cuarto puesto |       |  |
|  |                  |                  | Minnesota        | Minnesota     | 65             |                  |                  |                  |  |                |                |             |             |                |                        |                        |                        |       |  |
|  | Minnesota        | Minnesota        | Minnesota        | Minnesota     | 65             | 68               |                  |                  |  |                |                |             |             | North Carolina | North Carolina         | 88                     |                        |       |  |
|  | Minnesota        | Minnesota        |                  |               |                |                  |                  |                  |  |                |                |             |             | North Carolina | North Carolina         | 88                     |                        |       |  |
|  | Rutgers          | Rutgers          | 59               |               |                |                  |                  |                  |  |                |                |             |             |                |                        | Alabama                | Alabama                | 69    |  |
|  | Rutgers          | Rutgers          | 59               |               |                |                  |                  |                  |  |                |                |             |             |                |                        | Alabama                | Alabama                | 69    |  |
|  |                  |                  |                  |               |                |                  |                  |                  |  |                |                |             |             |                |                        |                        |                        |       |  |

Durante años después del partido, North Carolina colgó una banderola en su pabellón, el Dean Smith Center en el que se podía leer "NIT 3RD PLACE 1973" (Tercer puesto del NIT de 1973). La banderola se convirtió en objeto de mofa de los aficionados rivales, teniendo que ser retirada.
| Campeón del NIT 1973             |
| -------------------------------- |
| Virginia Tech Hokies 1.er título |